# 松原留美子
松原 留美子（まつばら るみこ、1958年7月11日 - ）は、日本の元俳優、タレント。北海道札幌市出身。

## 人物・エピソード
北海道札幌市に生まれ、物心がついた頃から自分は女の子なのだと思っていたという。普段は女の子とばかり遊んでおり、男の子が使うような言葉は絶対口にしなかった。高校を卒業すると地元でサラリーマンとして働いていたが、2年で退職して上京し、六本木のゲイバーに勤める。しかし、この店にも違和感を覚え、間もなく銀座のクラブに移り、ホステスとして働き出すが、男性だとバレることはなかったという。
1981年に企画された六本木フェニックスのキャンペーン「六本木美人」のイメージガールに男性であることを隠して応募し、採用となり話題を呼ぶ。「六本木美人」とは、同じ街に住んでいるか、もしくは働いている女性をモデルにして毎月一人を選出し、ポスターを街中に貼って地元を盛り上げるという企画だった。松原がこの企画に採用されると、写真の表情から漂う色気とミステリアスな雰囲気が世の男性たちを魅了し、ポスターは貼っていく先から次々に盗まれていったという。この時点では、まだ松原が本当は男性であることなど誰一人想像もしていなかった。
映画監督の高林陽一は、横溝正史原作の『蔵の中』を映画化するにあたり、ヒロインを誰にするか頭を悩ませていたが、松原のポスターを見た瞬間に「この子だ」とピンときたという。松原は高林とプロデューサーである角川春樹と面談した際、自身が男だと明かしたが、二人はなかなか信じようとしなかった。その妖艶さには捨て難いものがあり、結果ヒロインに起用されることが決定し、映画『蔵の中』は松原の映画デビュー作となる。男性であることが発覚した後も、″ニューハーフ″をキャッチフレーズに注目を集め、ドラマ、舞台、バラエティーなどで活躍した。
その後暫くは地方を回って歌やトークショーなどをしていたが、お呼びがかかる回数は次第に減って行き、再び銀座に戻ってホステスをするようになる。日本テレビ系バラエティ番組「あの人は今!?」の企画で登場することがあったが、1990年代半ば以降の消息は不明である。

## 出演

### 映画
- 蔵の中（東映・1981年） - 小雪

### テレビドラマ
- 松本清張の黒革の手帖（ANB・1982年）- 明美
- 大江戸捜査網・第121回「秘伝七ヶ條を追う女武芸者」（TX・1982年）- お冴
- 化粧台の美女・江戸川乱歩の「蜘蛛男」（ANB・1982年）- 高橋美奈子
- ザ・サスペンス 松本清張の時間の習俗（TBSテレビ・1982年）- 吉村
- 大江戸捜査網・第164回「妖艶！熱い肌は殺しの匂い」（TX・1982年）
- 新・女捜査官（ANB・1983年）
- 遠山の金さん・第135回「お父上！おゆきの愛は死にました!!」（ANB・1985年）
- 探偵・神津恭介の殺人推理「初夜に消えた花嫁」（ANB・1986年）- ユカ

## 作品

### レコード

#### シングル
- 一夜恋（東芝EMI・1981年）
- 砂時計（東芝EMI・1982年）

#### アルバム
- ニューハーフ（東芝EMI・1981年）

### 書籍
- わたしは 夢人形 ニューハーフ（徳間書店・1981年）[7]

#### 写真集
- ニューハーフ 松原留美子 "うつし絵の中から"（新興楽譜出版社・1982年）[8]